# Christian Jürgensen (Fußballspieler)
Christian Jürgensen (* 6. April 1985 in Flensburg) ist ein ehemaliger deutscher Fußballspieler. Er spielte auf der Position des linken Verteidigers. Seit Juli 2020 ist er Geschäftsführer Sport beim SC Weiche Flensburg 08.

## Karriere
Jürgensen begann in seinem Heimatdorf beim Höruper SC mit dem Fußballspielen. Er spielte dann in der Jugend im Nachbarverein beim SSV Schafflund. Später dann wurde er vom TSB Flensburg entdeckt, um dort in der C- und im ersten Jahr B-Jugend zu spielen. Für das zweite B – Jugendjahr und die komplette A – Jugend wechselte Jürgensen zum ambitionierten dänischen Sportverein DGF Flensborg, wo er in der jeweils höchsten Jugendklasse der Regionalliga spielte. 

Für die ersten beiden Herrenjahre 2004/05 und 2005/06 kam es zum Wechsel zum Team von Bodo Schmidt Flensburg 08. Hier machte Jürgensen dann in der Verbandsliga Nord weiter auf sich aufmerksam und es kam im Juli 2006 folgerichtig zum Wechsel zu Holstein Kiel. Anfangs wurde er für die zweite Mannschaft der Kieler geholt, fiel dort aber durch starke Leistungen den Trainern der Liga-Mannschaft schnell auf. Am 18. November 2006 debütierte Jürgensen dann in der ersten Mannschaft (zweigleisige Regionalliga) beim 2:0-Heimsieg gegen den VfL Osnabrück. Seitdem war er fester Bestandteil der ersten Mannschaft. Mit Holstein Kiel wurde er 2009 Meister der Regionalliga Nord und spielte die Saison 2009/10 in der 3. Fußball-Liga. Von 2006 bis 2013 bestritt er für Holstein Kiel insgesamt 146 Spiele und erzielte dabei sieben Tore.[2] In den Saisons 2011/12 und 2012/13 führte Jürgensen die Störche als Kapitän auf den Platz.

Zur Saison 2013/14 wechselte Jürgensen zum ETSV Weiche Flensburg (seit Juli 2017 SC Weiche Flensburg 08) und kehrte damit in seine Geburtsstadt zurück.[3] Ab der Saison 2017/18 war Jürgensen auch beim SC Weiche Flensburg der Kapitän der Mannschaft. Dort beendete er im Sommer 2020 nach 187 Spielen und 25 Toren seine aktive Laufbahn.[4]

## Sportliche Erfolge
Holstein Kiel

- Regionalliga Nord Meister (2009 & 2013)

- SHFV-Pokalsieger (2007, 2008 & 2011)

- DFB-Pokal-Viertelfinale 2012 gg. Borussia Dortmund (1. Runde Energie Cottbus, 2. Runde MSV Duisburg, Achtelfinale FSV Mainz 05)

SC Weiche Flensburg 08

- Regionalliga Nord Meister (2018)

- SHFV-Pokalsieger (2018)

- DFB-Pokal 2. Runde (2018) (1. Runde VFL Bochum / 2. Runde SV Werder Bremen)